# Bente Scavenius
Bente Christina Brønnum Scavenius (født 12. december 1944 i Stockholm) er mag.art. i kunsthistorie, kunstkritiker og forfatter. 
Scavenius er datter af godsejer Carl Christian Brønnum Scavenius og blev mag.art. i 1981. Hun har undervist på Københavns Universitet og Aarhus Universitet og skrevet en lang række bøger om billedkunst. Hun sidder i bestyrelsen for Kunstforeningen GL STRAND og er formand for bestyrelsen for Oluf Høst Museet.
Hun har været kunstkritiker ved bl.a. Frederiksborg Amts Avis, Det Fri Aktuelt, Politiken og Dagbladet Børsen. Bente Scavenius er kendt som kunstformidler bl.a. på tv, og for sin formidling er hun tildelt Rosenkjærprisen og N.L. Høyen medaljen.
Hun har været stiftsdame i Vallø Stift, men blev gift med skuespilleren Joen Bille. Hun er søster til teaterhistorikeren, mag.art. Alette Scavenius. 
Hun har været medlem af bestyrelsen for Topdanmarkfonden siden 2008, medlem af bestyrelsen for Oluf Høst Museet siden 1997 (formand siden 2003), medlem af bestyrelsen i Ludvig og Sara Elsass' Fond siden 1997, formand for Kunstforeningen GL STRANDs Venner siden 1996, medlem af Betonelementpriskomitéen siden 1994, medlem af bestyrelsen, Overretssagfører L. Zeuthens Mindelegat siden 1990, næstformand i Kunstforeningen GL STRAND siden 1990,, medlem af bestyrelsen, Martha og Poul Rene Gauguins Fond siden 1986, medlem af Kanonudvalget i 2006, tidligere medlem af Kulturrådet for Børn, 2000-03, Miljøministeriets repræsentant i bestyrelsen for Liselund Gl. Slot, 1994-2002, medlem af bestyrelsen, Danmarks Nationalbanks Jubilæumsfond af 1968 1995-2001, konsulent siden 2001, medlem af undervisningsministeriets Musiske Udvalg, 1994-96, medlem af Foreningen af Danske Kunstkritikere 1987-94, medlem af bestyrelsen for Møbelfabrikantforeningens Fond, Møbelprisen 1981-84, medlem af Rønnekamps Legatudvalg 1983-89 samt censor i Kunsthistorie og Visuel Kultur siden 1987.

## Udmærkelser
- Ridder af Dannebrog, 2. januar 2012.
- N.L. Høyen Medaljen, 2004
- Ingeniør B Sunds kulturpris, 2003
- Ole Haslunds Hæderslegat, 2002
- Den Danske Publicistklubs jubilæumslegat, 1997
- Ørelæge Valdemar Klein og Hustru Læge Johanne Kleins Legat, 1998
- Møn-Prisen, 1995
- Rosenkjærprisen, 1992
- Danmarks kandidat til Europas Kvinders Pris, 1994
- H.K.H. Prinsens Fond, 1991
- Ole Haslunds Kunstnerfond, 1984